# Diplusodon marginatus
Diplusodon marginatus är en fackelblomsväxtart som beskrevs av Johann Baptist Emanuel Pohl. Diplusodon marginatus ingår i släktet Diplusodon och familjen fackelblomsväxter. Inga underarter finns listade i Catalogue of Life.